# Мэрдыгеев, Роман Сидорович
Роман Сидорович Мэрдыгеев (1900, улус Хандагатай, Балаганский аймак, Иркутская губерния — 1969, Улан-Удэ, Бурятская АССР) — советский живописец, один из основателей Союза художников Бурят-Монгольской АССР (1933 г.). Заслуженный деятель искусств Бурят-Монгольской АССР, Народный художник Бурятской АССР.

## Биография
Родился в улусе Хандагатай, Балаганского аймака Иркутской губернии.
В 17 лет поступил в Черемховское училище. Закончил его в 1920 году.
С 1925—1927 — учился в Иркутской художественной студии у И. Л. Копылова. В 1927 — 30 гг. работает учителем рисования в Аларской средней школе, где его учеником был будущий бурятский художник, Заслуженный деятель искусств Бурятской АССР, Народный художник Бурятской АССР Буда Садыков.
Является членом Восточно-Сибирского отдела географического общества в г. Иркутске.
В 1930 переезжает в г. Верхнеудинск, преподает на Монгольском рабфаке.
В 1933 году, вместе с Цыренжапом Сампиловым и ещё 7 бурятскими живописцами, участвует в организации Союза художников Бурят-Монгольской АССР.
С 1933 по 1936 год учился в Институте живописи, скульптуры и архитектуры Всероссийской Академии художеств.
С 1940 — председатель Союза художников Бурятской АССР .
В 1944—1945 годах — первый директор Художественного музея г. Улан-Удэ.
С 1933 — член Союза художников СССР.

## Творчество
Роман Сидорович Мэрдыгеев — один из зачинателей станковых форм изобразительного искусства в Бурятии. Для произведений Мэрдыгеева характерен сплав сюжетных подробностей с тонкой одухотворенностью, основанный на глубоком знании традиций национального быта.

## Известные произведения
«Скорбь» (1916), «Горе старика» (1918), «Рождение Гэсэра» (1918), «Боронит» (1924), «Тайлаган» (1927), «Уходящий быт» (1930), «Баян-Тала» (1958) — в Бурятском республ. худ. музее им. Ц. С. Сампилова.

## Награды
- орден Трудового Красного Знамени (24.12.1959)
- орден «Знак Почёта»